# Морнев, Николай Андреевич
Никола́й Андре́евич Мо́рнев (октябрь 1925, с. Ивановка, Сибирский край, СССР — 1989, Новокузнецк, Кемеровская область, СССР) — электролизник Новокузнецкого алюминиевого завода Министерства цветной металлургии СССР (Кемеровская область), Герой Социалистического Труда (1966).

## Биография
Родился в октябре 1925 года в селе Ивановка (по другим данным — в с. Кинерки), Сибирский край (ныне оба села — в составе Алтайского края). По национальности русский.
Подростком трудоустроился в колхоз, в возрасте 16 лет становится бригадиром. В декабре 1942 года был направлен в запасной полк в Туле, с января 1943 года в армии. Служил десантником в 17-й танковой бригаде, был ранен, после выздоровления в начале 1945 года становится наводчиком 76-миллиметровых пушек 23-го отдельного истребительного противотанкового дивизиона 132-й стрелковой дивизии 1-го Белорусского фронта, сержант. С боями дошёл до Берлина, награждён 3 боевыми орденами и боевыми медалями. В 1945—1946 годах служил в составе Группы советских войск в Германии, в 1946—1950 годах был командиром артиллерийского взвода в части Дальневосточного военного округа на Чукотском полуострове.
Выйдя в запас в 1950 году, приехал в Сталинск (с 1961 года — Новокузнецк) Кемеровской области, где трудился учеником электролизника электролизного цеха Сталинского алюминиевого завода. Позднее стал электролизником, а затем бригадиром, проработав четверть века (до выхода на пенсию) в одном цехе. За высокое качества металла получил звание лауреата заводской премии.
Указом Президиума Верховного Совета СССР от 20 мая 1966 года «за выдающиеся успехи, достигнутые в развитии цветной металлургии» удостоен звания Героя Социалистического Труда с вручением ордена Ленина и золотой медали «Серп и Молот».
Избирался депутатом Кемеровского областного Совета депутатов трудящихся XII—XIV созывов, а также районного и городского Советов депутатов трудящихся.
В 1975 году вышел на заслуженный отдых, жил в Новокузнецке, где скончался в 1989 году.
Почётный металлург. Награждён орденами Ленина (20.05.1966), Красного Знамени (13.05.1945), 2 орденами Отечественной войны 2-й степени (22.03.1945; 11.03.1985), орденом Красной Звезды (05.02.1945), медалями «За победу над Германией в Великой Отечественной войне 1941—1945 гг.», «За освобождение Варшавы», «За взятие Берлина», юбилейной медалью «За доблестный труд. В ознаменование 100-летия со дня рождения В. И. Ленина».